# Arnold Bruggink
Arnold Bruggink est un footballeur néerlandais né le 24 juillet 1977 à Almelo évoluant au poste d'attaquant ; il mesure 1,84 m.

## Carrière
- 1993-1997 : FC Twente (99 matchs, 34 buts)
- 1997-2003 : PSV Eindhoven (152 matchs, 59 buts)
- 2003-2004 : Real Majorque (26 matchs, 7 buts)
- 2004-2006 : SC Heerenveen (53 matchs, 7 buts)
- 2006-2010 : Hanovre 96 (111 matchs, 20 buts)
- Octobre 2010-2011 : FC Twente (7 match, 0 but)[1],[2],[3]

## Carrière internationale
- Il compte deux sélections avec la sélection nationale des Pays-Bas, toutes deux disputées en 2000 face à l'Irlande et l'Espagne.

## Palmarès
PSV Eindhoven
- Eredivisie
  - Vainqueur (3) : 2000, 2001, 2003
- Supercoupe des Pays-Bas
  - Vainqueur (4) : 1997, 1998, 2001, 2002